# Simon Okker
Simon Okker (* 1. Juni 1881 in Amsterdam; † 6. März 1944 im KZ Auschwitz) war ein niederländischer Fechter.
Simon Okker war im Diamantenhandel tätig. Er war ein Sohn von Hatog Okker und dessen Frau Clara, geborene Schenkdan. 1909 heiratete er Keetje Klos; das Ehepaar bekam einen Sohn, Samuel Hartog, und eine Tochter, Clara Annette. Keetje Okker starb 1938 im Alter von 51 Jahren.
1906 startete Simon Okker im Florett-Wettbewerb der Olympischen Zwischenspiele in Athen und belegte Rang fünf. Zwei Jahre später nahm er an den Olympischen Spielen in London im Degenturnier teil, schied aber schon in der ersten Runde aus.
Simon Okker war jüdischer Herkunft. Ab 11. Juni 1943 war er in einer Strafbaracke des Durchgangslagers Westerbork interniert. Von dort schrieb er 20 Briefe an seine Familie, die erhalten sind. Anfang März 1944 wurde Okker nach Auschwitz transportiert, wo er am 6. März ermordet wurde. Seine Tochter Annette Clara war dort schon im Januar desselben Jahres getötet worden, ebenso ihr Mann Bernard van Hessen.
Der Sohn Samuel Hartog überlebte den Zweiten Weltkrieg. Sein Sohn ist der niederländische Tennisspieler Tom Okker, Simon Okker dadurch dessen Großvater. Der Enkel wurde zwei Wochen vor dem Tod des Großvaters geboren.